# بولين فلمنج
بولين فلمنج (بالإنجليزية: Pauline Fleming)‏ هي ممثلة بريطانية، ولدت في 1960.

## وصلات خارجية
- بولين فلمنج على موقع IMDb (الإنجليزية)
- بولين فلمنج على موقع قاعدة بيانات الفيلم (الإنجليزية)